# Ælflæd
Ælflæd Offa merciai király lánya volt.
Valószínűleg ő volt az, akit felajánlottak ifjabb Károllyal, Nagy Károly frank király fiával a 789-790 körüli tárgyalásokon. 792-ben hozzáment Æthelred northumbriai királyhoz Catterickben.